# Vřesník (Hrubý Jeseník)
Vřesník (německy Breite Kamp), 1343 m, je vrchol v Hrubém Jeseníku. Leží v rozsoše Mravenečníku západně od hlavního hřebene. Na vrcholu je malá subalpínská hole. Přes vrchol nevede žádná turistická značená trasa, je přístupný terénem od Dlouhých strání.